# Propliopithecus
 Propliopithecus  ist eine ausgestorbene Gattung der Primaten, deren rund 30 Millionen Jahre alte Überreste ausschließlich in Fayyum in Ägypten gefunden wurden. Propliopithecus ist einer der frühesten bekannten Vertreter der Altweltaffen, zu denen die heutigen Meerkatzenverwandten und Menschenaffen gehören. Der Gattung wurden drei Arten zugeordnet.

## Namensgebung
Die Bezeichnung der Gattung Propliopithecus verweist auf die deutlich jüngere fossile Gattung Pliopithecus und bedeutet sinngemäß „vor Pliopithecus“, wobei Plio Bezug nimmt auf die geologische Epoche des Pliozäns, rund 5 bis 2,5 Millionen Jahren vor heute. Die zweite Hälfte des Gattungsnamens ist abgeleitet aus dem griechischen Wort πίθηκος (altgriechisch ausgesprochen píthēkos: „Affe“).
Namensgeber der Gattung war der deutsche Geologe und Paläontologe Max Schlosser. Das Epitheton der Typusart, Propliopithecus haeckeli, wurde von Schlosser im Gedenken an Ernst Haeckel gewählt.

## Erstbeschreibung
Holotypus der Gattung und zugleich der Typusart Propliopithecus haeckeli ist laut 1911 publizierten Erstbeschreibung der Unterkiefer SMN 12638, der in Stuttgart verwahrt wird.

## Weitere Funde
1965 benannte Elwyn L. Simons in der Fachzeitschrift Nature zwei neue Gattungen aus dem gleichen Horizont des Fundortes Fayyum: Aegyptopithecus und Aeolopithecus mit der Typusart Aeolopithecus chirobates. Die Gattung Aeolopithecus benannte er nach dem griechischen Windgott Aeolus (weil stürmischer Wind das Typusexemplar in einem Steinbruch freigelegt hatte), das Epitheton chirobates leitete er ab von den griechischen Wörtern „cheiro“ (= Hand) und „bates“ (= Läufer), was zusammengesetzt als „Handläufer“ übersetzt werden kann.
Als Typusexemplar der Gattung Aeolopithecus und ihrer Typusart Aeolopithecus chirobates wies Simons den – abgesehen von den beiden Gelenk-Enden – fast komplett erhaltenen Unterkiefer C.G.M 26923 mit beidseits vorhandenen Zähnen (jeweils Eckzahn bis Molar M3) und erhaltenen Zahnfächern der Schneidezähne aus, der im Egyptian Geological Museum (früher: Cairo Geology Museum, C.G.M.) verwahrt wird. In der Erstbeschreibung wurde dieses Fossil ausdrücklich von der gleich alten Gattung Propliopithecus abgegrenzt, wobei vor allem Unterschiede im Bau der Kaufläche von Molar M3 und die deutlich größeren Eckzähne als bei Propliopithecus angeführt wurden. Nach weiteren Fossilfunden sahen jedoch diverse Forscher hinreichend große morphologische Gemeinsamkeiten von Aeolopithecus chirobates und Propliopithecus haeckeli, zumal die Größe der Eckzähne des Unterkiefers C.G.M 26923 als Folge eines Geschlechtsdimorphismus bei dieser Art und der Unterkiefer als der eines Männchen interpretiert wurde. Dies hatte zur Folge, dass Aeolopithecus chirobates umbenannt und zur Gattung Propliopithecus gestellt wurde, wobei entsprechend den internationalen Regeln für die Zoologische Nomenklatur das Epitheton chirobates erhalten blieb, so dass die Art heute Propliopithecus chirobates heißt.
1982 wurden Propliopithecus chirobates die Fragmente eines Oberarmknochens, einer Elle, eines Schienbeins und mehrerer Fersenbeine zugeordnet. Aus dem Bau dieser Knochen wurde abgeleitet, dass die Individuen der Art sich überwiegend vierfüßig auf Bäumen fortbewegten. Zugleich wurde erläutert, dass die Art zahlreiche ursprüngliche Merkmale aufweise, die eher auf eine Verwandtschaft mit den heutigen Neuweltaffen schließen lasse als auf eine verwandtschaftliche Nähe zu den heutigen Menschenartigen oder Meerkatzenverwandtem.
1987 benannte Elwyn L. Simons in einer Fachzeitschrift de American Association of Physical Anthropologists eine dritte Art der Gattung, genannt Propliopithecus ankeli, deren Überreste aus der gleichen Fundstelle wie die anderen Fossilien der Gattung stammen, dort aber in deutlich tieferen Schichten entdeckt wurden und so stark von den zuvor bekannten Funden abweichen, dass sie laut Erstbeschreibung nicht als deren Vorfahren infrage kommen.

## Belege
1. ↑  Propliopithecus haeckeli Schlosser 1911. Auf: paleobiodb.org, zuletzt abgerufen am 23. Februar 2022.
2. ↑  Max Schlosser: Beiträge zur Kenntnis der oligozänen Landsäugetiere aus dem Fayum (Aegypten). In: Beiträge zur Paläontologie und Geologie Österreich-Ungarns und des Orients. Band 24, 1911, S. 51–167 (zobodat.at [PDF]).
3. ↑  Philip D. Gingerich: The Stuttgart collection of oligocene primates from the Fayum province of Egypt. In: Paläontologische Zeitschrift. Band 52, Nr. 1–2, 1978, S. 82–92, doi:10.1007/BF03006731.
4. ↑  Jean-Jacques Jaeger, Olivier Chavasseau, Vincent Lazzari, Aung Naing Soe, Chit Sein, Anne Le Maître, Hla Shwe und Yaowalak Chaimanee: New Eocene primate from Myanmar shares dental characters with African Eocene crown anthropoids. In: Nature Communications. Band 10, 2019, S. 3531, doi:10.1038/s41467-019-11295-6.
5. ↑  Elwyn L. Simons: New Fossil Apes from Egypt and the Initial Differentiation of Hominoidea. In: Nature. Band 205, 1965, S. 135–139, doi:10.1038/205135a0.
6. ↑  John G. Fleagle, Richard F. Kay und Elwyn L. Simons: Sexual dimorphism in early anthropoids. In: Nature. Band 287, 1980, S. 328–330, doi:10.1038/287328a0.
7. ↑   Richard F. Kay, John G. Fleagle und Elwyn L. Simons: A revision of the Oligocene apes of the Fayum Province, Egypt. In: American Journal of Physical Anthropology. Band 55, Nr. 3, 1981, S. 293–322, doi:10.1002/ajpa.1330550305.
8. ↑  John G. Fleagle und Elwyn L. Simons: Skeletal Remains of Propliopithecus chirobates from the Egyptian Oligocene. In: Folia Primatologica. Band 39, 1982, S. 161–177, doi:10.1159/000156075.
9. ↑  Elwyn L. Simons et al.: A new species of Propliopithecus from the Fayum, Egypt. In: American Journal of Physical Anthropology. Band 73, Nr. 2, 1987, S. 139–147, doi:10.1002/ajpa.1330730202.